# 罗桂华
罗桂华（1907年—1984年），中国人民解放军将领、中国人民解放军开国少将。
曾任中国人民解放军沈阳军区后勤部油料部部长。1955年，授予中国人民解放军少将。